# Yuji Hashimoto
Yuji Hashimoto (født 13. maj 1970) er en tidligere japansk fodboldspiller.
Han har spillet for flere forskellige klubber i sin karriere, herunder Gamba Osaka.